# Parque Estadual do Morro do Chapéu
Parque Estadual do Morro do Chapéu é um parque estadual no estado da Bahia que protege uma área do bioma caatinga que abriga interessantes formações geológicas e pinturas rupestres pré-históricas. As pinturas das grutas dos Brejões, Boa Esperança, Igrejinha e Cristal exigem proteção especial. O parque fica no município de Morro do Chapéu, Bahia e tem uma área de 46 000 hectares (110 000 acres). O parque fica em um trecho da Chapada Diamantina de grande beleza cênica e potencial turístico. O parque contém sub-bacias dos rios Salitre, Jacaré, Utinga e Jacuípe. Estes, por sua vez, alimentam os rios Paraguaçu e São Francisco. Foram catalogadas 543 nascentes importantes e o local tem potencial para funcionar como um geoparque.

## História
O Parque Estadual do Morro do Chapéu foi criado pelo decreto 23.682 de 12 de dezembro de 1973, mas nenhuma providência foi tomada para sua implantação. Em 1985, foi realizado um evento de preservação da natureza promovido pelo município de Morro do Chapéu e pelo departamento de planejamento do estado, que pedia providências para a implantação do parque. O Serviço Geológico do Brasil (CPRM) apresentou em dezembro de 1995 um relatório que incluía planos de infraestrutura e pontos turísticos, além de fornecer informações ambientais, fatores de risco e estudos espeleológicos e arqueológicos. Com base nisso, o departamento de fomento florestal do estado reabriu a questão da área do parque e encomendou um estudo sobre alternativas para a localização do parque.
O parque foi recriado pelo decreto estadual 7.413 de 17 de agosto de 1998 para proteger espécies de animais raros e ameaçados de extinção, a vegetação no ecótono onde o cerrado e a caatinga se encontram e proteger os sítios arqueológicos. Em 2008, a pedido da secretaria estadual do meio ambiente, uma equipe da Universidade Estadual de Feira de Santana concluiu o estudo de um novo polígono para definir a área do parque. A partir de 2011, os problemas foram causados pela abertura de uma estrada dentro do parque, caça, desmatamento, extração de madeira e total falta de vigilância, principalmente no oeste do parque. Os proprietários de terras ainda não foram indenizados.
O Decreto 12.744 de 12 de abril de 2011 extinguiu o parque, mas a promotoria estadual emitiu rapidamente uma recomendação detalhando as razões legais pelas quais o parque deveria ser preservado. Em 3 de maio de 2011, o governador Jaques Wagner assinou o decreto 12.810, que cancelou o decreto 12.744 e deu à Secretaria do Meio Ambiente (Sema) 90 dias para elaborar estudos técnicos ambientais, levantamentos fundiários e uma proposta de regularização fundiária. Em 2016, a propriedade da terra ainda não havia sido totalmente regularizada.

## Meio ambiente
A vegetação é predominantemente do bioma caatinga, com destaque para orquídeas, bromélias e cactos. Áreas com vegetação arbustiva e herbácea formam jardins naturais em afloramentos rochosos. Existem também áreas de dunas. A presença de grandes felinos mostra o alto grau de conservação. As ameaças incluem desmatamento, queimadas, mineração de areia, caça predatória e posseiros. Em 2012, ambientalistas expressaram preocupação com o impacto da construção de turbinas eólicas nas proximidades. A área é ideal para parques eólicos, com ventos fortes e consistentes canalizados pelas colinas. No entanto, a construção de estradas e trilhas e explosões para construir as fundações podem expulsar a população de pumas. Os contra-argumentos avançados pela Associação Brasileira de Energia Eólica (Abeeólica) são que há provas de que os animais selvagens retornam e com métodos modernos que a vegetação se recupera rapidamente, e o aumento da vigilância do parque impedirá a caça, extração ilegal de madeira e mineração de areia.